# 科-奧普村 (亞利桑那州)
科-奧普村（英語：Co-op Village）是位於美國亞利桑那州馬里科帕縣的一個非建制地區。該地的面積和人口皆未知。

## 地理
科-奧普村的座標為33°20′11″N 112°12′29″W / 33.33639°N 112.20806°W，而該地的平均海拔高度為307米（即1007英尺）。